# Polityka zagraniczna
Polityka zagraniczna – rodzaj działalności państwa w środowisku międzynarodowym. Należy do kręgu działania państwa, niezbędnego dla jego istnienia i rozwoju. Obejmuje działania intencjonalne, podejmowane dla realizacji określonych celów i zaspokojenia określonych interesów.
Polityka zagraniczna państw – każde państwo za pomocą polityki zagranicznej realizuje na arenie międzynarodowej swoje cele i interesy. Polityka zagraniczna jest ściśle powiązana z polityką wewnętrzną. Jest to proces formułowania i realizacji interesów narodowo-państwowych w stosunku do innych państw. Każde państwo zabiega o realizację określonych interesów. Muszą one uwzględniać interes narodowy. Jest on określany przez elity polityczne, władzę wykonawczą, grupy nacisku (biznes, przemysł), opinię publiczną. Interes narodowy to po prostu żywotne interesy państwa i obywateli ułożone hierarchicznie, według przyjętego systemu wartości. Realizacja interesu narodowego na arenie międzynarodowej koliduje często z interesami innych państw i wymaga podjęcia odpowiednich działań w polityce zagranicznej.
Polityka zagraniczna – działania prowadzone przez władze państwa na arenie międzynarodowej, zmierzające do realizacji określonych zadań poprzez współpracę z innymi państwami lub wywieranie na nie nacisku.
Polityka zagraniczna zwykle jest kształtowana tak, aby chroniła narodowe interesy państwa, bezpieczeństwo, cele ideologiczne oraz dobrobyt ekonomiczny. Może to mieć miejsce za pomocą pokojowej współpracy z innymi narodami lub poprzez agresję, wojnę i wyzysk.
Wiek XX przyniósł niesłychany wzrost znaczenie polityki zagranicznej wraz z powstaniem możliwości wzajemnego współdziałania niemal wszystkich narodów w takiej czy innej formie dyplomatycznej.
Polityka zagraniczna – prowadzona jest przez upoważnione organy państwa jako polityka zewnętrzna. Jest to w znaczeniu sensu largo zorganizowany wysiłek państwa na zewnątrz podporządkowany realizacji jego interesów. Polega na kształtowaniu otoczenia państwa na korzyść modyfikowania sytuacji niekorzystnych.
Władza wykonawcza realizuję politykę zagraniczną państwa poprzez ministerstwo spraw zagranicznych wraz ze stojącym na jego czele członkiem Rady Ministrów, ministrem spraw zagranicznych.
Władza ustawodawcza dysponuje parlamentarną komisją spraw zagranicznych, stałymi delegacjami do zgromadzeń parlamentarnych i grupami bilateralnymi w ramach Unii Międzyparlamentarnej.

## Zadania polityki zagranicznej
Zadaniem polityki zagranicznej jest:
1. Formułowanie strategii (celów długofalowych wynikających z żywotnych interesów państwa „racji stanu”).
2. Formułowanie taktyki (wytyczanie celów doraźnych i krótkoterminowych – podporządkowanych strategii).
3. Dobór metod:
  1. perswazja
  2. nacisk
  3. nakłanianie
  4. przymus
4. Dobór środków do realizacji strategii i taktyki:
  1. środki psychospołeczne – (współpraca naukowa, zagraniczna polityka kulturalna, polityka informacyjna, polityka narodowościowa)
  2. środki polityczne i prawne – (rozmowy, konsultacje, negocjacje, pokojowe rozwiązywanie sporów, nacisk dyplomatyczny, oferty kompromisowe i pojednawcze)
  3. środki ekonomiczne – (pomoc gospodarcza, doradztwo, umorzenie lub przesunięcie spłat kredytów, embargo, praktyki dyskryminacyjne, sankcje)
  4. środki militarne – (demonstracja siły, pomoc wojskowa, interwencje, wojna, wspieranie jednej ze stron konfliktu, nielegalne dostarczanie broni jednej ze stron konfliktu, odstraszanie lub szantaż za pomocą broni jądrowej)

Wytyczne w polityce zagranicznej ustala Rząd i jego szef w porozumieniu z parlamentem. Politykę realizuje ministerstwo spraw zagranicznych, przy pomocy rozbudowanej centrali i sieci przedstawicielstw zagranicznych (ambasady i konsulaty). Nadzorem i oceną realizacji polityki zagranicznej zajmuje się parlament.

## Cele polityki zagranicznej
1. zapewnienie bezpieczeństwa i rozwoju państwa
2. wzrost siły państwa
3. wzrost pozycji państwa na arenie międzynarodowej, osiąganie prestiżu

Cele mogą być:
1. nadrzędne – wynikające z żywotnych interesów państwa
2. długofalowe – nastawione na stałe, wieloletnie dążenie do realizowania interesu narodowego
3. ważne społecznie
4. konkretne lub krótkofalowe – doraźne

## Wyznaczniki polityki zagranicznej
Wyznaczniki (determinanty) polityki zagranicznej mające na nią znaczący wpływ:
1. wewnętrzne (krajowe):
  1. środowisko geograficzne – (obszar państwa, ukształtowanie terenu, klimat, florę i faunę, zasoby naturalne – ich brak lub duże złoża)
  2. potencjał demograficzny – (liczba ludności, gęstość zaludnienia, przyrost naturalny, skład narodowościowy – mniejszości narodowe i etniczne, poziom migracji – liczba emigrantów i obcokrajowców i stan ich zasymilowania ze społeczeństwem)
  3. potencjał ekonomiczny i naukowo-techniczny – (jak rozwinięta jest gospodarka, jak jest konkurencyjna w stosunku do gospodarek innych państw, jakim zapleczem i jakimi kadrami naukowo-technicznymi państwo dysponuje, jak rozwinięty jest system nauczania)
  4. system społeczno-polityczny – (układ sił społecznych i politycznych, kto i w jakim stopniu ma wpływ na ustalanie hierarchii ważności interesów narodowych i ich wcielanie w życie)
2. Międzynarodowe:
  1. formułowanie wizji, koncepcji i programów – należy do polityków i ekspertów, z ich realizacji i obietnic są oni potem rozliczani
  2. wybitne jednostki – szefowie państw, rządów lub ministrowie spraw zagranicznych, którzy do swych idei potrafią przekonać całe społeczeństwa
  3. jakość służby dyplomatycznej(inne języki) – wizytówka państwa na arenie międzynarodowej
3. Obiektywne:
  1. ewolucja najbliższego otoczenia zewnętrznego – zmiany w państwach sąsiadujących i stosunki z nimi
  2. pozycja państwa w systemie stosunków i ról międzynarodowych – czy państwo liczy się na arenie międzynarodowej i jak atrakcyjnym jest partnerem lub sojusznikiem
  3. charakter umów i zobowiązań prawno-międzynarodowych – podpisanych, ratyfikowanych i przestrzeganych przez państwo i wszelkie konsekwencje z tym związane
4. Subiektywne:
  1. percepcja międzynarodowa państwa – sposób postrzegania państwa przez rządy i społeczeństwa innych państw
  2. koncepcje polityki zagranicznej innych państw – chodzi o zdobycie wiedzy na tan temat i wyciągnięcie z niej odpowiednich wniosków w celu wykorzystania jej do realizacji własnych interesów
  3. aktywność dyplomatyczna innych państw – należy ją bacznie obserwować by móc stwierdzić jakie są rzeczywiste zamiary i intencje danego państwa w stosunku do naszego państwa, jego słabości i atuty.

## Trzy typy państw w polityce zagranicznej
1. Aktywne – państwo jest aktywne na arenie międzynarodowej i stara się wywierać wpływ na inne państwa aby osiągnąć własne założone cele.
2. Pasywne – państwo jest bierne na arenie międzynarodowej i dostosowuje się do woli i zaleceń innych państw.
3. Kreatywne – połączenie dwóch powyższych typów (najczęściej spotykane).

Większość państw stosuje jednocześnie wszystkie trzy typy działania, ponieważ nie są w stanie narzucić własnej woli innym państwom i samodzielnie bez przeszkód dążyć do jednostronnych korzyści.